# Cerastium deschatresii
Cerastium deschatresii är en nejlikväxtart som beskrevs av Greuter, N.Böhling och R.L.Jahn. Cerastium deschatresii ingår i släktet arvar, och familjen nejlikväxter. Inga underarter finns listade i Catalogue of Life.